# Jorge Pereira Leite
Jorge Pereira Leite foi um arquitecto português.

## Obras
- Edifício de habitação na Avenida da Liberdade n.º 262-264 em Lisboa.[1]
- Casa Francisco José Simões na Rua Andrade Corvo n.º 46 em Lisboa.[2]
- Santuário da Nossa Senhora da Piedade e Santos Passos em Penafiel.[3]

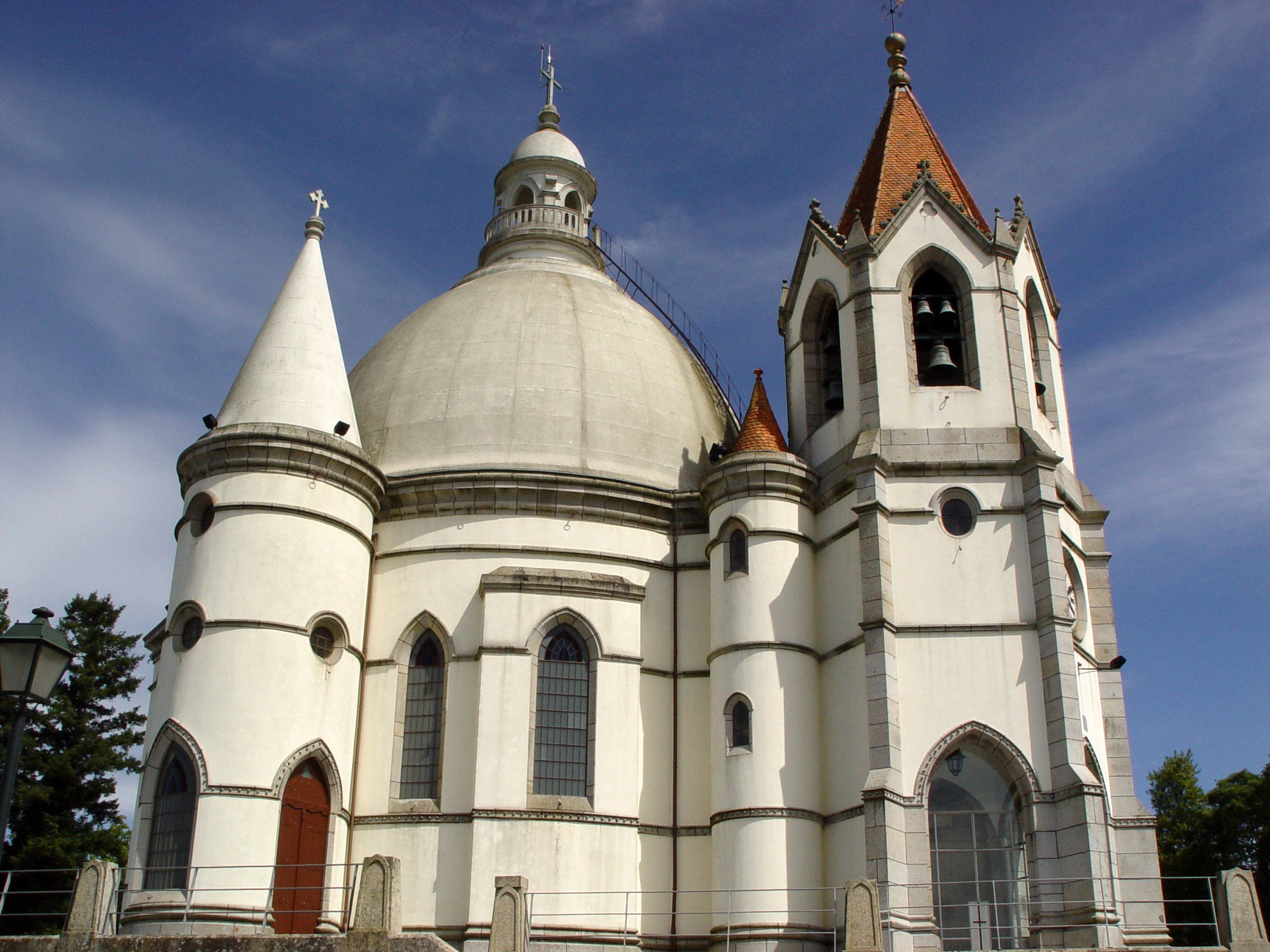
Santuário da Senhora da Piedade e Santos Passos

- Prédio Ana Formigal de Sousa na Calçada do Marquês de Abrantes em Lisboa.[4]
- Prédio José Mariano Goulart na esquina das ruas Braamcamp e Rodrigo da Fonseca em Lisboa.[4]
- Asilo Barão de Samora Correia em Alcochete.[4]
- Edifício da Tuna Comercial de Lisboa na Rua da Glória n.º 55-59 em Lisboa.[4]
- Casa Francisco António Alves na esquina das avenidas 5 de Outubro n.º 77 e Hintze Ribeiro em Lisboa.[4]
- Prédio Joaquim Antunes Bastos em Lisboa.[4]
- Casa Evaristo Lopes Guimarães esquina das avenidas João Crisóstomo n.º 52 e 5 de Outubro em Lisboa.[4]

## Prémios
- Menção Honrosa do Prémio Valmor de 1904 com o projecto do "Edifício de habitação na Avenida da Liberdade n.º 262-264".[1]